# Tower Peak (Antarktika)
Der Tower Peak (englisch für Turmspitze, in Argentinien Monte Torre ‚Turmberg‘) ist ein 855 m (laut UK Antarctic Place-Names Committee 830 m) hoher Berg an der Nordenskjöld-Küste des Grahamlands auf der Antarktischen Halbinsel. Er ragt weithin sichtbar aus einem Eisfeld 8 km nordwestlich des Longing Gap auf.
Der Falkland Islands Dependencies Survey nahm 1945 Vermessungen und die deskriptive Benennung vor.